# Echeandia
Genre
Classification APG III (2009)
Echeandria est un genre de plantes de la famille des asparagacées.

## Liste d'espèces
Selon ITIS :
- Echeandia chandleri (Greenm. & C.H. Thompson) M.C. Johnston
- Echeandia flavescens (J.A. & J.H. Schultes) Cruden
- Echeandia reflexa (Cav.) Rose